# مطار تورينو
مطار تورينو الدولي (بالإيطالية: Aeroporto di Torino)(إياتا: TRN، إيكاو: LIMF) هو مطار يخدم تورينو مدينة في إيطاليا.

## شركات الطيران والوجهات
تسير شركات الطيران التالية رحلات من وإلى مطار تورينو:
| شركـات طيـران                   | الوجهات |
| ------------------------------- | --- |
| Air Dolomiti                    | مطار فرانكفورت، مطار ميونخ الدولي |
| الخطوط الجوية الفرنسية          | مطار باريس شارل ديغول |
| طيران البلطيق                   | موسمي: مطار فيلنيوس (تبدأ في 23 ديسمبر 2023) |
| الخطوط الجوية البريطانية        | مطار غاتويك |
| إيزي جيت                        | مطار غاتويك موسمي: مطار بريستول، مطار لندن لوتن، مطار مانشستر، Olbia |
| أيبيريا (شركة طيران)            | مطار مدريد باراخاس الدولي |
| إيتا (شركة طيران)               | مطار ليوناردو دا فينشي |
| جيت تو دوت كوم                  | موسمي: مطار برمينغهام، مطار إدنبرة، مطار مانشستر |
| الخطوط الجوية الملكية الهولندية | مطار سخيبول أمستردام |
| Lumiwings                       | Foggia |
| الخطوط الملكية المغربية         | مطار محمد الخامس الدولي |
| رايان إير                       | مطار برشلونة الدولي، Bari، مطار بوفيه - تيه، Billund، Brindisi، Cagliari، مطار كاتانيا-فونتاناروسا، مطار بروكسل شارلروا الجنوب، مطار كوبنهاغن، مطار دبلن الدولي، مطار إدنبرة، مطار كراكوف، Lamezia Terme ‏، Lanzarote، مطار لندن ستانستد، مطار مدريد باراخاس الدولي، مطار مالقة الدولي، مطار مالطا الدولي، مطار مراكش المنارة الدولي، مطار نابولي، مطار باليرمو الدولي، مطار أبروتسو الدولي، مطار بورتو الدولي، مطار فاكلاف هافيل الدولي، مطار إشبيلية، مطار ستوكهولم أرلاندا، مطار بن غوريون الدولي، مطار تراباني-بيرغي، مطار بلنسية، مطار فيلنيوس، مطار فروتسواف موسمي: مطار أليكانتي، مطار برمينغهام، مطار بريستول، Corfu، مطار إيبيزا، مطار لندن لوتن، مطار مانشستر، Shannon، مطار زادار |
| الخطوط الجوية الإسكندنافية      | موسمي: مطار كوبنهاغن موسمي عارض: مطار هلسنكي فانتا |
| توي للطيران                     | موسمي: مطار برمينغهام، مطار بريستول، مطار دبلن الدولي، East Midlands ‏ (تبدأ في 24 ديسمبر 2023)، مطار غلاسكو الدولي، مطار غاتويك، مطار لندن ستانستد، مطار مانشستر، مطار نيوكاسل |
| فولوتيا                         | Cagliari، مطار نابولي، Olbia، مطار باليرمو الدولي، مطار باريس أورلي موسمي: Alghero، مطار لامبيدوزا |
| خطوط فيولينغ الجوية             | مطار برشلونة الدولي |
| ويز للطيران                     | مطار هنري كواندا الدولي، مطار كاتانيا-فونتاناروسا، مطار ياش الدولي، Lamezia Terme ‏، مطار نابولي، مطار تيرانا الدولي موسمي: مطار وارسو فريدريك شوبان |